# آرپینه هوهانیسیان
آرپینه آشوتی هوهانیسیان (ارمنی: Արփինե Աշոտի Հովհաննիսյան؛ زادهٔ ۴ دسامبر ۱۹۸۳) سیاست‌مدار اهل ارمنستان است که ۴ سپتامبر ۲۰۱۵ از تاریخ تا تاریخ ۱۱ مه ۲۰۱۷ در دولت هوویک آبراهامیان و دولت کارن کاراپتیان سمت وزیر دادگستری ارمنستان را برعهده داشت. هوهانیسیان همچنین نماینده دوره‌های پنجم و ششم مجلس ملی جمهوری ارمنستان بوده‌است.

## زندگی‌نامه
در در ایروان به دنیا آمد و از دانشگاه دولتی ایروان فارغ‌التحصیل شد. 